# Indo-pacifiska språk
Indo-pacifiska språk är en hypotetisk språkfamilj först föreslagen av Joseph Greenberg 1971 .  Hypotesen är fortfarande omstridd bland historiska lingvister.  Flertalet språk talas på Nya Guinea med omnejd, men även språken på Tasmanien söder om Australien, och Andamanerna i Bengaliska viken inkluderas. Nyligen har också ett isolerat språk i Nepal föreslagits som medlem i familjen.
Familjen kan inkludera:
- Tasmanska språk
- Andamanesiska språk
- Nya Guineas språk
  - Centrala Nya Guinea-språk
  - Kapauku-Baliemspråk
  - Höglandsspråk
  - Huon
  - Nordliga Nya Guineaspråk (Papuanska)
  - Sydliga Nya Guineaspråk
  - Sydvästra Nya Guineaspråk
- Västpapuanska språk
  - Västliga Nya Guineaspråk
  - Nordliga Halmaheraspråk
  - Timor-Alorspråk
- Östliga Nya Guineaspråk
- Nordöstliga Nya Guineaspråk
- Pacifiska språk (Östpapuanska språk)
  - Bougainvillespråk
  - New Britainspråk
  - Centralmelanesiska språk
    - Centralsolomonska språk
    - Temotu/Santa Cruz
- Kusunda[2]